# Musikåret 1950

## Händelser

### Okänt datum
- Al McKibbon slutar som basist i Dizzy Gillespies band.
- Malcolm Sargent blir chefsdirigent för BBC Symphony Orchestra.[1]
- Birgit Cullbergs balett Fröken Julie har premiär.[2]
- Brittiska skivbolaget Decca ger ut den första LP-skivan i Europa.[3]
- Svenska skivmärket ER upphör.[4]

## Årets singlar och hitlåtar
Vänligen sortera soloartister på efternamn, musikgrupper på förstabokstaven (utan engelskans "The" och "A")
- Gene Autry – Frosty the Snowman
- Nat King Cole – Mona Lisa
- Danny Kaye – I've Got a Lovely Bunch of Coconuts[5]
- Povel Ramel – Far, jag kan inte få upp min kokosnöt (I've Got a Lovely Bunch of Coconuts)[5]
- Pete Seeger – John Riley[5]
- Evert Taube – Pepita dansar[6]

## Årets sångböcker och psalmböcker
- Evert Taube – Pepita dansar[7]

## Födda
- 4 januari – Ray Næssén, svensk musiker, dirigent och tonsättare.
- 9 januari – Wolfgang Rohde, tysk musiker, trummis i Die Toten Hosen 1986–99.
- 19 januari – Mikael Edlund, svensk tonsättare.
- 21 januari – Olov Helge, svensk tonsättare.
- 23 januari – Danny Federici, amerikansk musiker.
- 6 februari – Natalie Cole, amerikansk sångerska.
- 12 februari – Steve Hackett, brittisk musiker.
- 13 februari – Peter Gabriel, brittisk musiker.
- 10 mars – Bo Hansson, svensk gitarrist och tonsättare.
- 20 mars – Carl Palmer, brittisk musiker, trummis i Emerson, Lake & Palmer.
- 26 mars – Alan Silvestri, amerikansk filmmusik-kompositör.
- 27 mars – Tony Banks, brittisk musiker
- 5 april
  - Agnetha Fältskog, svensk artist, medlem i Abba.
  - Harpo, svensk popmusiker.
- 25 april – Staffan Scheja, svensk musiker (pianist).
- 13 maj – Stevie Wonder, amerikansk sångare, musiker.
- 22 maj – Bernie Taupin, brittisk-amerikansk textförfattare, poet, musiker och sångare.
- 30 maj – Jan van der Schaaf, svensk operasångare.
- 1 juni – Gemma Craven, brittisk skådespelare och sångare.
- 3 juni – Peter Lindroth, svensk tonsättare.
- 3 juni – Suzi Quatro, amerikansk sångare och basist.
- 8 juni – Alex Van Halen, trummis i Van Halen.
- 21 juni – Joey Kramer, amerikansk musiker, trummis i Aerosmith.
- 12 juli – Eric Carr, medlem i rockbandet KISS.
- 24 juli – Johannes Jansson, svensk tonsättare.
- 11 augusti – Kurt Wiklander, svensk tonsättare, pianist och organist.
- 26 augusti – Peter Lundblad, svensk sångare och låtskrivare.
- 10 september – Joe Perry, amerikansk musiker, gitarrist i Aerosmith.
- 2 oktober – Michael Rutherford, brittisk musiker.
- 15 oktober – Malou Berg, svensk artist.
- 22 november – Steven Van Zandt, amerikansk musiker.

## Avlidna
- 2 april – Adolf Wiklund, 70, svensk tonsättare, dirigent och pianist.
- 3 april – Kurt Weill, 50, tysk-amerikansk kompositör.
- 4 april – Hugo Jacobson, 58, svensk operettsångare och skådespelare.
- 12 juni – Ellen Heijkorn, 81, svensk tonsättare.
- 15 juli – Emile Stiebel, 74, svensk operasångare och skådespelare.
- 8 augusti – Nikolaj Mjaskovskij, 69, rysk kompositör.
- 23 oktober – Al Jolson, 64, amerikansk sångare och skådespelare.
- 22 november – Elvin Ottoson, 70, svensk sångare, skådespelare och regissör.
- 2 december – Dinu Lipatti, 33, rumänsk pianist.

### Fotnoter
1. ↑  Ronald Crichton, "Sargent, Sir (Harold) Malcolm (Watts)", The New Grove Dictionary of Music and Musicians, second edition, edited by Stanley Sadie and John Tyrrell (London: Macmillan Publishers, 2001).
2. ↑  Hundra år i Sverige – 1950, Hans Dahlberg, Albert Bonniers, 1999
3. ↑  ”78:or & film”. http://78-varv.atspace.cc/decca.htm. Läst 3 juni 2011.
4. ↑  ”78:or & film”. http://78-varv.atspace.cc/er.htm. Läst 3 juni 2011.
5. 1 2 3  ”Låtar du trodde var svenska”. Arkiverad från originalet den 26 oktober 2013. https://web.archive.org/web/20131026075436/http://gotiskaklubben.wordpress.com/2013/09/22/latar-du-trodde-var-svenska/. Läst 22 mars 2011.
6. ↑  ”Låtar du trodde var svenska”. http://smdb.kb.se/catalog/id/000080605. Läst 22 mars 2011.
7. ↑  ”Evert Taubes visböcker med innehåll”. http://www.abc.se/~m8169/taube/taubevis.html. Läst 23 mars 2011.